# الیاس زیتولایف
الیاس زیتولایف (ازبکی: Илёс Зейтулаев؛ زادهٔ ۱۳ ژوئیهٔ ۱۹۸۲) بازیکن فوتبال بازنشسته و مربی کنونی اهل ازبکستان است.
از باشگاه‌هایی که در آن بازی کرده است می‌توان به باشگاه فوتبال اچ‌ان‌کی گوریتسا، باشگاه فوتبال یوونتوس، باشگاه فوتبال کروتونه، باشگاه فوتبال جنوآ، باشگاه فوتبال دلفینو پسکارا، باشگاه فوتبال هلاس ورونا، باشگاه فوتبال ویرتوس لانچانو، باشگاه فوتبال ویچنزا، باشگاه فوتبال رجینا و باشگاه فوتبال تورینو اشاره کرد.
وی همچنین در تیم ملی فوتبال ازبکستان بازی کرده است.
او اولین بازیکن ازبکستانی است که در سری آ بازی‌کرد.